# Харрис, Энди (альпинист)
Эндрю Майкл «Гарольд» Харрис (29 сентября 1964 — 10 мая 1996 года) — новозеландский альпинист, горный гид. Харрис был одним из гидов экспедиции 1996 года на Эверест, возглавляемой Робом Холлом (компания Adventure Consultants). Для Харриса это была первая попытка подняться на вершину Эвереста, хотя у него уже был альпинистский опыт в Новой Зеландии.

## Биография
В молодости Харрис учился в мемориальном колледже Фрэнсиса Дугласа в Нью-Плимуте. В зимние месяцы он был гидом по хели-ски, летом участвовал в антарктических археологических экспедициях и сопровождал альпинистов в Южных Альпах. В 1985 году Харрис поднялся на Чобуце (Chobutse).

## Катастрофа на Джомолунгме
В 1996 году Холл организовал очередную коммерческую экспедицию на Эверест. Поскольку Вистурс и Коттер уже имели другие обязательства, он нанял в качестве гидов двух профессиональных альпинистов: новозеландца Энди Харриса и австралийца Майка Грума (англ. Mike Groom). В состав экспедиции также вошёл (на правах клиента) журналист и опытный альпинист Джон Кракауэр, выполнявший функции специального репортёра журнала Outside.
В Лобуче, при подготовке группы к выходу в базовый лагерь, у Харриса были проблемы с желудочно-кишечным трактом. Несмотря на рекомендации остаться в Лобуче, Харрис 8 апреля вместе с остальными членами группы отправился в базовый лагерь.
8 мая при восхождении Харрису в грудь попал крупный валун, но несмотря ни на что, он продолжил подъём. Позже он понял, что если бы камень попал в голову, то его бы уже не было в живых.
После полуночи 10 мая экспедиция начала попытку восхождения на вершину из лагеря IV, расположенного на Южном Седле.
Около 13:12 Харрис, Кракауэр и Букреев поднялись на вершину Эвереста. Пробыв некоторое время у пика они начали спуск. Кракауэр сказал Харрису, что если он убавит подачу кислорода, то сэкономит его. Харрис подчинился, но случайно включил подачу на полную мощность.
На Юго-Восточном хребте Харрис занялся проверкой запасов кислородных баллонов и заявил, что они пусты, чего на самом деле не было. Считается что Харрис страдал от гипоксии, и это объясняет его иррациональные действия. Тем не менее ни подтвердить, ни опровергнуть эту версию не представляется возможным. По мнению специалиста по безопасности и корпоративной культуре Кэти Ван Дик, именно то, что во время радиосеансов ранее Харрис утверждал, что у Южной вершины нет полных баллонов с кислородом, отчасти способствовало последующему решению Холла не пытаться спускаться ниже.
Затянувшаяся экспедиция и разразившаяся буря не позволяла собрать и сориентировать распавшуюся и растянувшуюся группу. У второй ступени находились Роб Холл и клиент Даг Хансен. Перед смертью Холл по рации сообщил, что Харрис был с ним, но потом пропал. Вполне вероятно, что Харрис отправился на помощь Робу Холлу и Дагу Хансену, которые были выше на горе
В то же время, вернувшийся в лагерь IV Кракауэр, возможно, также страдая от последствий гипоксии, решил, что встретил Харриса на гребне холма над лагерем. Кракауэр доложил, что видел как Харрис перевалил через гребень холма, встал и побрел к лагерю. Кракауэр, тем временем, выбрал более длинный маршрут обратно к палаткам, но сообщил другим, что Харрис благополучно вернулся. Вполне вероятно, что альпинист, с которым он столкнулся, был клиентом из экспедиции Mountain Madness expedition Мартин Адамс.
Утром 11 мая уже было известно, что Дага Хансена нет с Робом Холлом, а сам Холл погиб, и после обыска лагеря альпинисты в лагере IV поняли, что и Харрис пропал без вести.
Позже рядом с телом Роба Холла были обнаружены ледоруб и куртка Харриса. Тело Харриса так и не было найдено.
Позже Кракауэр написал журнальную статью, а затем книгу по прошедшим событиям. Он признал, что Энди Харрис был ослаблен и действовал иррационально из-за высоты и нехватки кислорода, и что его собственные «действия — или бездействие сыграли прямую роль в смерти Энди Харриса».

## Память
В нескольких минутах езды от Горакшепа по направлению к базовому лагерю Эвереста был построен мемориал для членов команды консультантов по приключениям, которые погибли во время экспедиции: Энди Харрис, Роб Холл, Даг Хансен и Ясуко Намба.

## Наследие
В 1998 году новозеландский географический Совет назвал пик на Земле Виктории (Антарктида) в честь Харриса.
За свою храбрость Харрис в 1999 году получил новозеландскую звезду храбрости. В школе, где он учился, также были проведены мероприятия в его честь.
В 2015 году в фильме Эверест Харриса сыграл Мартин Хендерсон. Там гибель Харриса была показана как возникшее парадоксальное раздевание при гипотермии, после чего он соскользнул в пропасть.